# Saison 2009-2010 du FC Bâle
Chronologie
Saison précédente Saison suivante
Le FC Bâle joue pour la saison 2009-2010 en Axpo Super League, la première division suisse.
L'équipe entraînée par l'Allemand Thorsten Fink est sacrée championne de Suisse à l'issue de la saison avec 80 points, se qualifiant ainsi pour le troisième tour de qualification de la Ligue des champions de l'UEFA 2010-2011. Le FC Bâle réalise même le doublé en remportant la Coupe de Suisse de football 2009-2010. En Coupe d'Europe, le club est éliminé en phase de groupes de la Ligue Europa 2009-2010, terminant troisième d'une poule composée de l'AS Rome, du Fulham FC et du FK CSKA Sofia.

## Effectif et encadrement

### Transferts
| Nom              | Nationalité | Poste     | Transfert               | Provenance/Destination   | Division                  |
| ---------------- | ----------- | --------- | ----------------------- | ------------------------ | ------------------------- |
| Arrivées         |             |           |                         |                          |                           |
| Massimo Colomba  | Suisse      | Gardien   | Joueur libre            | Grasshopper Zürich       | Super League (D1)         |
| Stefan Wessels   | Allemagne   | Gardien   | Joueur libre            | VfL Osnabrück            | 2. Bundesliga (D2)        |
| Atan Cagdas      | Turquie     | Défenseur | Joueur libre            | FC Energie Cottbus       | 1. Bundesliga (D1)        |
| Samuel Inkoom    | Ghana       | Défenseur | Transfert (0,540 M d'€) | Asante Kotoko SC         | Premier League (D1)       |
| Dominik Ritter   | Suisse      | Défenseur | Retour de prêt          | FC Concordia Bâle        | Challenge League (D2)     |
| Serkan Sahin     | Turquie     | Défenseur | -                       | FC Bâle B                | 1re Ligue - Groupe 2 (D3) |
| Marco Aratore    | Suisse      | Défenseur | -                       | FC Bâle B                | 1re Ligue - Groupe 2 (D3) |
| Adelson Cabral   | Suisse      | Milieu    | Retour de prêt          | Seville Atlético         | Liga Adelante (D2)        |
| Antônio Da Silva | Brésil      | Milieu    | Prêt (0,300 M d'€)      | Karlsruher SC            | 1. Bundesliga (D1)        |
| Pascal Schürpf   | Suisse      | Milieu    | Retour de prêt          | FC Concordia Bâle        | Challenge League (D2)     |
| Xherdan Shaqiri  | Suisse      | Milieu    | -                       | FC Bâle B                | 1re Ligue - Groupe 2 (D3) |
| Alexander Frei   | Suisse      | Attaquant | Transfert (4,25 M d'€)  | Borussia Dortmund        | 1. Bundesliga (D1)        |
| Jacques Zoua     | Cameroun    | Attaquant | ?                       | Coton Sport FC de Garoua | MTN Elite 1 (D1)          |
| Départs          |             |           |                         |                          |                           |
| Yann Sommer      | Suisse      | Gardien   | Prêt                    | Grasshopper Zürich       | Super League (D1)         |
| Oliver Stöckli   | Suisse      | Gardien   |                         | Retraite sportive        |                           |
| Ronny Hodel      | Suisse      | Défenseur | Joueur libre            | FK Ventspils             | Virsliga (D1)             |
| Ivan Ergić       | Serbie      | Milieu    | Joueur libre            | Bursaspor                | Süper Lig (D1)            |
| Fabian Frei      | Suisse      | Milieu    | Prêt                    | FC Saint-Gall            | Super League (D1)         |
| Jürgen Gjasula   | Albanie     | Milieu    | Joueur libre            | FSV Francfort            | 2. Bundesliga (D2)        |
| Eren Derdiyok    | Suisse      | Attaquant | Transfert (3,8 M d'€)   | Bayer Leverkusen         | 1. Bundesliga (D1)        |
| Eduardo Rubio    | Chili       | Attaquant | Retour de prêt          | Cruz Azul FC             | Liga MX - Apertura (D1)   |

## Statistiques

### Statistiques collectives
| Compétition     | Débute au tour | Termine          | Matches joués | Gagnés | Nuls | Perdus | Buts pour | Buts contre | Différence |
| --------------- | -------------- | ---------------- | ------------- | ------ | ---- | ------ | --------- | ----------- | ---------- |
| Super League    | -              | Vainqueur        | 36            | 25     | 5    | 6      | 90        | 46          | +44        |
| Coupe de Suisse | Premier tour   | Vainqueur        | 6             | 6      | 0    | 0      | 20        | 4           | +16        |
| Ligue Europa    | Deuxième tour  | Phase de groupes | 12            | 8      | 1    | 3      | 30        | 12          | +18        |
| Total           | -              | -                | 54            | 39     | 6    | 9      | 140       | 62          | +78        |